# Contea di Greene (Illinois)
La contea di Greene ( in inglese Greene County ) è una contea dello Stato dell'Illinois, negli Stati Uniti. La popolazione al censimento del 2000 era di 14 761 abitanti. Il capoluogo di contea è Carrollton.